# John Farrelly (Politiker)
John V. Farrelly (* 4. November 1954 im County Meath) ist ein früherer irischer Politiker der Fine Gael und gehörte von 1981 bis 1992 sowie von 1997 bis 2002 dem Dáil Éireann, dem Unterhaus des irischen Parlaments, sowie von 1993 bis 1997 dem Seanad Éireann an.

## Leben
John Farrelly war seit den 1970er Jahren als Auktionator tätig. Bei der Wahl zum Wahlen zum Dáil Éireann 1981 wurde er erstmals im Wahlkreis Meath für die Fine Gael in den Dáil gewählt. Von 1988 bis 1991 war er Mitglied in der Parlamentarischen Versammlung des 
Bis zu den 1992 konnte er den Sitz verteidigen. Als er 1992 seinen Sitz verlor, wurde über die Landwirtschaftsliste in den Seanad Éireann gewählt. bei den 1997 konnte er seinen Sitz zurückerobern, verlor ihn jedoch 2007 wieder. 
Auf kommunaler Ebene wurde er 1999, 2004 und 2009 in den Meath County Council gewählt. 2013 war er Ratsvorsitzender (Cathaoirleach) des Meath County Council.
Farrelly fiel nach seiner Zeit als Teachta Dála dadurch auf, dass diverse Landgeschäfte unter zweifelhaften Bedingungen erfolgten.